# Galeodes ctenoides
Galeodes ctenoides är en spindeldjursart som beskrevs av Roewer 1934. Galeodes ctenoides ingår i släktet Galeodes och familjen Galeodidae. Inga underarter finns listade i Catalogue of Life.